# Douglas Tanque
Douglas Willian da Silva Souza, meglio noto come Douglas Tanque (Santa Cruz do Rio Pardo, 27 ottobre 1993), è un calciatore brasiliano, attaccante del Bandırmaspor.

## Caratteristiche tecniche
È un centravanti.

## Carriera
Cresciuto nel settore giovanile del Guarani, ha esordito in prima squadra il 14 novembre 2010 disputando l'incontro del Brasileirão pareggiato 1-1 contro il Vitória.

## Palmarès

### Club

#### Competizioni nazionali
- Campionato portoghese di seconda divisione: 1

Paços Ferreira: 2018-2019
- J2 League: 1

Shimizu S-Pulse: 2024